# Ditsaan-Ramain
Ditsaan-Ramain is een gemeente in de Filipijnse provincie Lanao del Sur in het noorden van het eiland Mindanao. Bij de laatste census in 2007 had de gemeente ruim 25 duizend inwoners.

## Geografie

### Bestuurlijke indeling
Ditsaan-Ramain is onderverdeeld in de volgende 35 barangays:
| - Baclayan Lilod - Baclayan Raya - Bagoaingud - Barimbingan - Bayabao - Buadi Alao - Buadi Babai - Buadi Oloc - Buayaan Lilod - Buayaan Madanding - Buayaan Raya - Bubong Dangiprampiai | - Dado - Dangimprampiai - Darimbang - Dilausan - Ditsaan - Gadongan - Linamon - Lumbatan Ramain - Maindig Ditsaan - Mandara - Maranao Timber - Pagalongan Buadiadinga | - Pagalongan Ginaopan - Pagalongan Masioon - Pagalongan Proper - Polo - Ramain Poblacion - Ramain Proper - Rantian - Sultan Pangadapun - Sundiga Bayabao - Talub - Upper Pugaan |

## Demografie
Ditsaan-Ramain had bij de census van 2007 een inwoneraantal van 25.425 mensen. Dit zijn 6.268 mensen (32,7%) meer dan bij de vorige census van 2000. De gemiddelde jaarlijkse groei komt daarmee uit op 3,98%, hetgeen hoger is dan het landelijk jaarlijks gemiddelde over deze periode (2,04%). Vergeleken met de census van 1995 is het aantal mensen met 9.140 (56,1%) toegenomen.

De bevolkingsdichtheid van Ditsaan-Ramain was ten tijde van de laatste census, met 25.425 inwoners op 527,98 km², 48,2 mensen per km².